# Potrero (estación del Metrobús)
Potrero es una de las estaciones que forman parte del Metrobús de la Ciudad de México, Se ubica al norte de la Ciudad de México en la Alcaldía de Gustavo A. Madero.

## Información general
El Nombre de la estación lo toma de la zona donde se encuentra, conocida como Potrero.
En lo que hoy se conoce como Calzada de la Ronda, en la época de Porfirio Díaz se edificó el Hipódromo de Peralvillo, cuyos animales eran enviados a los pastizales de la zona norte de lo que ahora es la Ciudad de México, razón por la cual se le conocía como potrero, por ser destinado a la crianza y cuidado de los caballos.
Esta zona de ganado equino comenzaba en lo que ahora es el Eje 3 Norte, Av. Alfredo Robles Domínguez.

## Conectividad

### Conexiones
Existen conexiones con las estaciones y paradas de diversos sistemas de transporte:
- Línea 3  del Sistema de Transporte Colectivo de la Ciudad de México
- Algunas rutas de la Red de Transporte de Pasajeros.

## Sitios de interés
- Casa de la Cultura José María Velasco
- Parroquia de San Judas Tadeo